# Televisión de acceso público
La televisión de acceso público o televisión cívica (en inglés: Public-access television) es una forma de retransmisión televisiva puesta a disposición de los ciudadanos por un ente gubernamental, que abasteciendo medios y conocimientos para la producción de contenidos televisivos de utilidad pública garantiza la libertad de expresión de la ciudadanía, normalmente dueña de este sistema por medio de una organización pública.
Tiene el objetivo de defender la legislación de libre acceso de los ciudadanos a los medios de comunicación de masas difundiendo la opinión, cualquier esta sea, mientras esta no resulte ilegal o perjudicial para la comunidad, de acuerdo con la normativa vigente. Según este modelo de utilización de la televisión, se trata de un derecho, ya sea activo o pasivo, como el disponer del aire y del agua, recursos públicos con "derecho de acceso".
La televisión de acceso público es una realidad radicada en los Estados Unidos, en Corea y en Alemania.

## Orígenes
La televisión de acceso público nació en los Estados Unidos como consecuencia de la difusión de la televisión por cable: las sociedades responsables para el cableado utilizaban calles públicas para poner los cables, y os era una opinión creciente que estas debieran pagar un alquiler por la utilización de las infraestructuras públicas para esta lucrativa actividad. Nació así en 1968, la llamada Dale City, la primera estación de retransmisión operada y mantenida por la comunidad, que en cambio no tuvo continuación, cerrando después de dos años.
La normativa actualmente vigente en los EE. UU. tiene origen del Cable Franchise Policy and Communications Act de 1984, que concede la legislación de los entes locales de requerir canales para el acceso público, no sometidos al control editorial de las compañías de la televisión vía cable y limitándolos en manera sustancial de la autoría para los contenidos mandados en el aire.